# Cúmulo de Perseo
El cúmulo de Perseo (Abell 426) es un cúmulo de galaxias en la constelación de Perseo. Es uno de los objetos más masivos del universo, que contiene miles de galaxias inmersas en una vasta nube de gas de millones de grados.

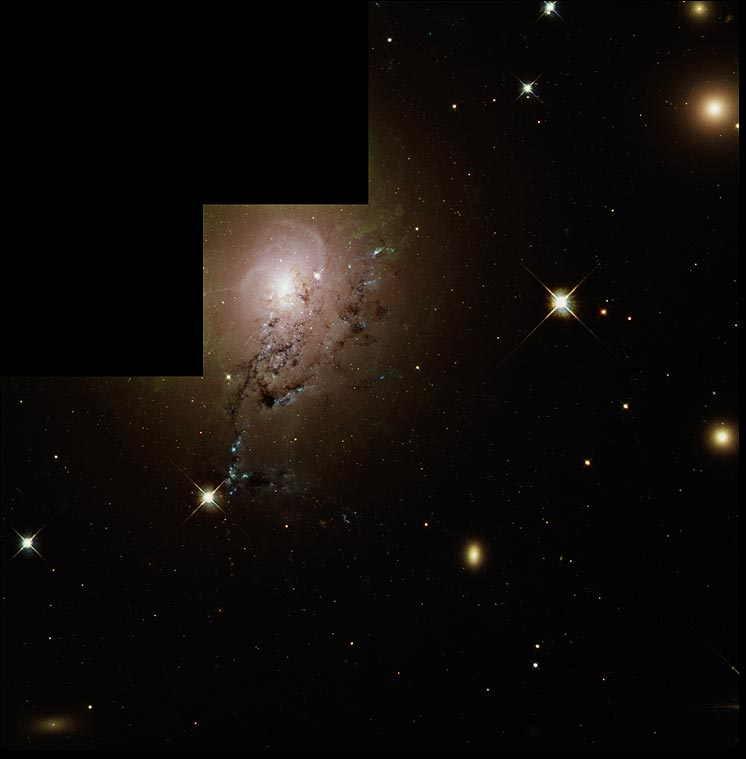
Imagen del par de galaxias alineadas Perseo A y HSV por el HST.

La detección de la emisión de rayos X desde Per XR-1 se produjo durante un vuelo de cohete Aerobee el 1 de marzo de 1970, la fuente puede estar asociado con NGC 1275 (3C 84), y fue reportado en 1971. El cúmulo de galaxias es el cúmulo de galaxias más brillante en el cielo cuando se observa en la banda de rayos-X.
- Datos: Q1200684